# Odyssey: In Studio & In Concert
Odyssey: In Studio & In Concert ist ein Jazzalbum von Terje Rypdal und seiner Gruppe Odyssey, das am 22. Juni 2012 veröffentlicht wurde. Die Box mit drei CDs umfasst Studioaufnahmen aus dem Jahr 1975, die bereits zuvor unter dem Titel Odyssey veröffentlicht wurden, und eine zuvor unveröffentlichte Liveaufnahme mit der großformatigen Swedish Radio Jazz Group aus dem Jahr 1976.

## Geschichte
Odyssey war der Name eines ungewöhnlich (mit Posaune und Orgel) besetzten Quintetts des norwegischen Gitarristen Terje Rypdal, mit dem dieser von 1975 bis 1977 in Europa auf Tournee ging und sein fünftes Album (erstmals eine Doppel-LP) vorlegte. Das Album wurde im August 1975 von Jan Erik Kongshaug aufgenommen.
Schon seit 1971 war Rypdal von der Musik Ligetis beeinflusst, was sich in seinen Kompositionen für das Quintett trotz deren Rockorientierung niederschlug. Die Gruppe trat im Juni 1976 gemeinsam mit der Swedish Radio Jazz Group in Südschweden auf und führte die Suite Unfinished Highballs in Rypdals Orchestrierung auf: Neben Gitarre, Orgel, Mellophon spielen elf Bläser, drei Bassisten und zwei Schlagwerker.

## Veröffentlichungsgeschichte
Das Doppelalbum Odyssey wurde seit den 1980er Jahren bereits zweimal auf CD herausgebracht, aber beide Male bedauerlicherweise nur in einer um den langen Track Rolling Stone gekürzten Version. Erstmals ist nun das Werk vollständig auf CD veröffentlicht worden, inklusive der episch-rockigen Nummer Rolling Stone.

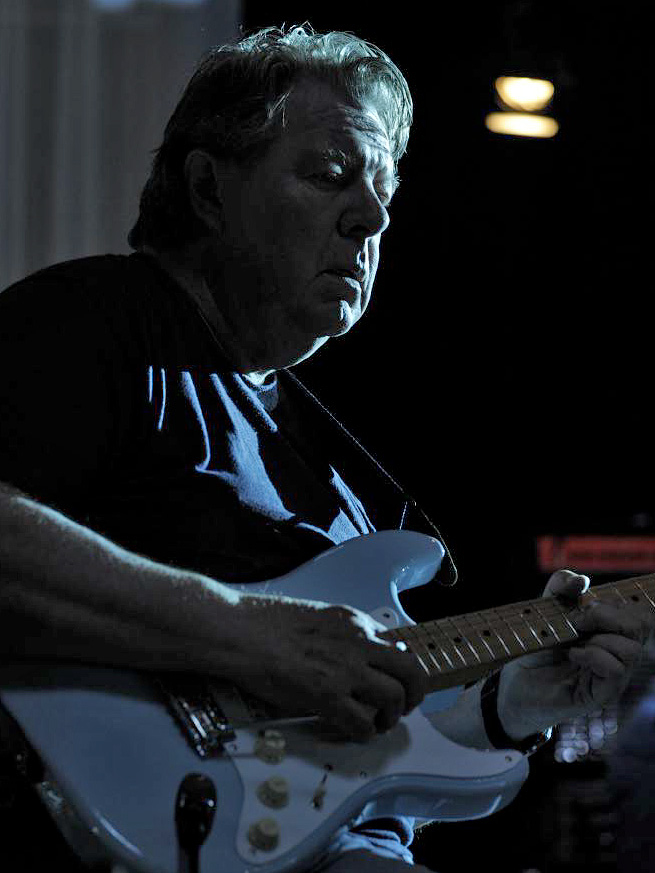
Terje Rypdal

## Titelliste
Alle Kompositionen stammen von Terje Rypdal.
LP 1 bzw. CD 1:
1. Darkness Falls – 3:33
2. Midnite – 16:45
3. Adagio – 13:16
4. Better Off Without You – 7:37

LP 2 bzw. CD 2:
1. Over Birkerot – 4:48
2. Fare Well – 11:25
3. Ballade – 5:55
4. Rolling Stone – 23:54

CD 3:
1. Unfinished Highballs – 3:52
2. The Golden Eye – 14:04
3. Scarlet Mistress – 12:25
4. Dawn – 12:29
5. Dine and Dance to the Music of the Waves – 11:40
6. Talking Back – 7:10
7. Bright Lights Big City – 6:15

## Rezeption
„Noch in den extremsten Momenten ist Rypdals Raffiniertheit offensichtlich“, wurde im Penguin Guide to Jazz das Studio-Album gewürdigt. „Es gibt in ‚Midnite‘, ‚Adagio‘ und ‚Farewell‘ lange Passagen, die auch Überbleibsel einer vergessenen Miles-Davis-Session sein könnten. Die Harmonien aber sind ganz und gar seine eigenen und sehr schwer definierbar. Sie sind auch der Grund dafür, dass dieses Album und andere Aufnahmen aus dieser Zeit noch heute so frisch klingen.“
„Wer mit Rypdals Stil bislang nicht so recht warm wurde, dem könnte das Album Odyssey ein guter Türöffner sein: Die acht Stücke bestechen durch Vielseitigkeit und streckenweise eine Vitalität, der man sich noch heute kaum entziehen kann. ‚Midnite‘ und ‚Over Birkerot‘ treffen trotz ihrer bald vierzig Jahre fantastisch unmittelbar ins Schwarze des Jazz und Rock gleichermaßen. Solch rauschhafte Energie findet man bei ECM heutzutage allenfalls bei Erkki-Sven Tüür.“ Für den Rezensenten erschließt sich hingegen „die Komplexität der ruhigeren (Solo-)Stücke … nicht auf Anhieb.“ Problematisch sei zwar „das Siebziger-Jahre-Klangbild“, das „streckenweise als etwas gealtert“ auffalle. Dennoch lohne das „fetzende“ Album durchgängig.
Für laut.de ist Odyssey ein Meilenstein in Rypdals Werk; es markiere den Beginn seiner Fokussierung auf „geschichtete Kompositionen“ in Kombination mit einer Formation, für die Improvisation elementar war. Dafür komponierte er die Musik „in zwei Schichten“: Bass und Schlagzeug bildeten die eine Schicht, quasi als Unterbau, auf dem sich das darüber geschichtete Rubato-Spiel in der anderen Schicht entwickelt. Im zweiten Titel „Midnite“ umschmiegten zunächst Rypdals Saxophontöne im Wechsel mit Sundes erdverbundenem Spiel sphärische Orgelklänge, repetitive Bassläufe und ein kraftvolles, zugleich elastisches Schlagzeug. Ab der zehnten Minute spielte Rypdal orchestrale Sounds auf der Fender Stratocaster, die immer wieder gedehnt wurden. Zum Ende des Stückes lodere es geradezu energetisch, wobei die von John Coltranes Meditations beeinflussten Improvisationen geradezu ätherisch vor sich hinfließen würden. Das „Adagio“ sei mehr von der Polytonalität und Mikropolyphonie Ligetis inspiriert als von den Jazzharmonien und lasse einen in unendlichen Sphären schweben, „die man am liebsten nie wieder verlassen möchte.“ In „Rolling Stone“ ertöne nach einem schwindligen Orgel-Intro ein markantes 4/4-Motiv am Bass, das sich die nächsten rund zwanzig Minuten überhaupt nicht mehr verAndändere: „Mehr Rock im Jazz geht beinahe nicht mehr“. Die dritte CD mit der Swedish Radio Jazz Group werfe ein ganz neues Licht auf Rypdals Herangehensweise an orchestrale Kompositionen: Dort verschmelzen „die feierlichen Bläser mit seinen Rubato-Themen und der sowohl geduldigen als auch dynamischen Vorgehensweise seiner Formation selbstverständlicher als das großangelegte Konzept den Anschein hat.“
Insbesondere die dritte CD, so Peter Marsh für die BBC, habe das lange Warten gelohnt. Die Arrangements seien, ohne dass dies überraschen würde, „stärker Jazz-orientiert, mit Nuancen von George Russell, von Gil Evans und sogar von Zappas The Grand Wazoo.“ Auch John Fordham, der Musikkritiker des Guardian, hebt auf die breite stilistische Spanne ab, die einen sehr unterschiedlichen Rypdal vorstelle: Auf der einen Seite Better Off Without You mit seiner Popsong-Struktur, auf der anderen Seite die Suite Unfinished Highballs mit seinem „Kaleidoskop geisterhafter Holzbläser-Partituren und Kirchenorgelklängen. Es ist ein verblüffendes Extrakapitel der Rypdal-Story.“
Andy Robson gab Odyssey: In Studio & In Concert in der Zeitschrift Jazzwise vier Sterne. Diese Box sei ein Muss. Ihre Bedeutung sei vielfältig: Zum einen sei das epische „Rolling Stone“, das eine Art Stairway to Heaven des Jazz-Rock sei, mit dem Rest der Odyssey-Sessiohn wiedervereint – gewaltig, legendär und ein Maßstab dafür, wie Europäer amerikanische Klänge aufgreifen und etwas ganz Eigenes daraus machen könnten. Odyssey sei des Weiteren Rypdals erste richtiges Album als Leader und markiere die Ankunft eines einzigartigen Visionärs sowohl als Instrumentalist als auch als Komponist. Zum Dritten werde sie durch die Live-Aufnahme mit dem Rundfunkorchester hervorragend ergänzt, einer ungestümen Darbietung, die auch einem Vergleich mit Rypdals späteren Bigband-Album Crime Scene standhalte.
Auch vom Rezensenten der Neuen Zürcher Zeitung, die 2013 Odyssey: In Studio & In Concert besprach, wurde deutlich gemacht, dass „Rolling Stone“ für das Album ein unerlässliches Stück sei; die integrale CD-Version bestätige dies. Es zeige ganz besonders, wie Rypdal mit seinen Mitmusikern die meist einfachen Motive gemächlich auf- und ausbaue, wobei sie diese „im luftigen Zusammenspiel“ kaum variierten. Die Musiker zögen den Rhythmus nur langsam an, um ihn wieder auseinanderfallen zu lassen – eine optimale Basis für die solistischen Ausflüge von Gitarre und Posaune. Auf diese Weise schafften die Musiker auch lange Spannungsbögen, nicht nur innerhalb einzelner Stücke, sondern innerhalb des gesamten Doppelalbums. Dagegen wirkten die Stücke, die Rypdal mit seinem Odyssey-Quintett und der Swedish Radio Jazz Group aufnahm, „kompositorisch noch unentschlossen“, auch wenn sie bereits die sinfonischen Werke andeuten würden, die Rypdal in den letzten Jahren geschaffen habe.